# Aedes cordellieri
Aedes cordellieri är en tvåvingeart som beskrevs av Huang 1986. Aedes cordellieri ingår i släktet Aedes och familjen stickmyggor.
Artens utbredningsområde är Elfenbenskusten. Inga underarter finns listade i Catalogue of Life.